# میوپاتی میتوکندریال
میوپاتی میتوکندریال (انگلیسی: Mitochondrial myopathy) به گروهی از میوپاتی‌ها اطلاق می‌شود که با نقائص میتوکندریایی در ارتباط هستند. در بیوپسی عضلات این بیماران، «فیبرهای عضلانی قرمز ناصاف و خشن» دیده می‌شود که در واقع تجمع اندکی از گلیکوژن و چربی‌های خنثی هستند که واکنش افزایش‌یافته‌ای نسبت به «سوکسینات دِهیدروژناز» و واکنش کاهش‌یافته‌ای نسبت به «سیتوکروم اکسیداز سی» دارند.
این بیماری همیشه از مادر به ارث می‌رسد و انواعِ متفاوتی دارد که بر حسب نوعِ بیماری، علائم و نشانه‌های گوناگونی در بیمار ایجاد می‌کنند.

## درمان
این بیماری در حال حاضر درمان قطعی ندارد؛ اما امیدواری‌هایی وجود دارد تا بتوان این دسته از اختلالات ژنتیکی را با استفاده از «پیوند میتوکندریال جنینی» درمان کرد.